# 新月北镖水蚤
新月北镖水蚤（学名：Arctodiaptomus stewartianus）为镖水蚤科北镖水蚤属的动物，是中国的特有物种。分布于西藏、青海等地，常生活于高寒地带的湖泊和河流中。